# Pipistrellus
Pipistrellus är ett släkte av fladdermöss som beskrevs av Johann Jakob Kaup 1829. Pipistrellus ingår i familjen läderlappar. Arterna förekommer nästan i hela världen. De saknas i polarregionerna, i Sydamerika och på de flesta öar i Oceanien.
Det vetenskapliga släktnamnet är det italienska ordet för fladdermus.

## Utseende
Med en kroppslängd (huvud och bål) av 35 till 62 mm och en vikt mellan 3 och 20 g är arterna små till medelstora läderlappar. Svansens längd är 25 till 50 mm och under armarna blir 27 till 50 mm långa. Jämförd med släktet Myotis är öronen hos Pipistrellus kortare och bredare. Den broskiga fliken i örats centrum (tragus) är hos Pipistrellus inte lika spetsig. De flesta arterna har en mörkbrun till svartaktig pälsfärg. Några arter är mera chokladbrun, rödbrun, ljusbrun eller grå. På ovansidan är håren nära roten mörk och sedan ljusare.
Tandformeln är I 2/3 C 1/1 P 2/2 M 3/3. Av de två premolarerna är den första liten och den andra ganska stor.

## Ekologi
Valet av habitatet är beroende på art och varierar mycket. Det finns arter som föredrar skogar och andra arter som lever i öppna landskap eller i bergstrakter. Viloplatsen kan vara ett gömställe i vegetation, grottor och mindre bergssprickor eller byggnader.
Typiskt för släktet är att individerna börjar sin jakt efter flygande insekter tidigt under skymningen. Några medlemmar lämnar gömstället vid fullt dagsljus. Arter som lever i tempererade regioner utför ofta vandringar före vintern. Det finns även arter som går i ide. Individerna vilar ensamma eller i små flockar. Hos pipistrell (Pipistrellus pipistrellus) och hos vissa andra arter bildar honor före ungarnas födelse kolonier med några hundra medlemmar som är avskilda från hanarna.
Beroende på art finns en eller två parningstider per år. Dräktigheten varar 44 till 55 dagar och sedan föds en eller två ungar.

## Dottertaxa tillPipistrellus, i alfabetisk ordning[1][3]
Taxonet Hypsugo listas ibland som undersläkte till Pipistrellus och ibland som självständigt släkte. Arter som ingår i Hypsugo listas även här.
Utbredning enligt IUCN.
- Pipistrellus abramus, östra Asien
- Pipistrellus adamsi, norra Australien.
- Pipistrellus aero, Kenya, kanske Etiopien.
- Pipistrellus affinis, flyttad till släktet Falsistrellus.
- Pipistrellus anchietai, södra Afrika.
- Pipistrellus anthonyi, norra Burma.
- Pipistrellus arabicus, östra Arabiska halvön.
- Pipistrellus ariel, västra Arabiska halvön, nordöstra Afrika. (synonym Pipistrellus bodenheimeri)
- Pipistrellus cadornae, södra Asien.
- Pipistrellus ceylonicus, södra och sydöstra Asien.
- Pipistrellus circumdatus, flyttad till släktet Arielulus.
- Pipistrellus collinus, Nya Guinea.
- Pipistrellus coromandra, södra och sydöstra Asien.
- Pipistrellus crassulus, västra och centrala Afrika.
- Pipistrellus cuprosus, flyttad till släktet Arielulus.
- Pipistrellus deserti (synonym Pipistrellus aegyptius), norra Afrika.
- Pipistrellus dormeri, flyttad till släktet Scotozous.
- Pipistrellus eisentrauti, Kamerun.
- Pipistrellus endoi, Japan.
- Pipistrellus hanaki, Libyen.
- Pipistrellus hesperidus, främst östra Afrika.
- Pipistrellus hesperus, västra Nordamerika.
- Pipistrellus imbricatus, Sydostasien.
- Pipistrellus inexspectatus, västra Afrika.
- Pipistrellus javanicus, södra och sydöstra Asien.
  - Pipistrellus javanicus babu
- Pipistrellus joffrei, Burma.
- Pipistrellus kitcheneri, Borneo.
- Parkpipistrell (Pipistrellus kuhlii), Europa, västra Asien, Afrika.
- Pipistrellus lophurus, södra Burma (Malackahalvön).
- Pipistrellus macrotis, Sydostasien.
- Pipistrellus maderensis, Kanarieöarna, kanske Azorerna.
- Pipistrellus minahassae, norra Sulawesi.
- Pipistrellus mordax, flyttad till släktet Falsistrellus.
- Pipistrellus musciculus, västra och centrala Afrika.
- Pipistrellus nanulus, västra och centrala Afrika.
- Trollpipistrell (Pipistrellus nathusii), Europa.
- Pipistrellus papuanus, östra Indonesien, Nya Guinea, Bismarckarkipelagen.
- Pipistrellus paterculus, södra Asien.
- Pipistrellus peguensis, södra Asien (listas ibland som underart till Pipistrellus javanicus).
- Pipistrellus permixtus, östra Tanzania.
- Pipistrellus petersi, flyttad till släktet Falsistrellus.
- Sydpipistrell (Pipistrellus pipistrellus), Eurasien, norra Afrika.
- Pipistrellus pulveratus, östra och sydöstra Asien.
- Dvärgpipistrell (Pipistrellus pygmaeus), Europa, västra Asien.
- Pipistrellus rueppelli, Afrika, västra Asien.
- Pipistrellus rusticus, Afrika.
- Alpfladdermus (Pipistrellus savii), Eurasien, norra Afrika.
- Pipistrellus societatis, flyttad till släktet Arielulus.
- Pipistrellus stenopterus, Sydostasien.
- Pipistrellus sturdeei, kanske Japan (omstridd).
- Pipistrellus subflavus, östra Nordamerika, Centralamerika.
- Pipistrellus tasmaniensis, flyttad till släktet Falsistrellus.
- Pipistrellus tenuis, södra och sydöstra Asien.
- Pipistrellus westralis, norra Australien.